# Eudorella splendida
Eudorella splendida is een zeekommasoort uit de familie van de Leuconidae. De wetenschappelijke naam van de soort is voor het eerst geldig gepubliceerd in 1902 door Zimmer.